# Природоохоронна естетика
Природоохоронна естетика — прикладна дисципліна, яка є результатом міждисциплінарного синтезу і розташовується на стику  естетики,  екології та  екологічної етики, що вивчає естетичну цінність природи, особливості естетичного усвідомлення природи, а також розробляє способи збереження природної краси

## Становлення природоохоронної естетики
Засновниками природоохоронної естетики вважають англійського культуролога і філософа Джона Рескіна і американського еколога і філософа Олдо Леопольда, які розробили наукові погляди на естетику природи та її охорону. Так, Дж. Рескін вважав, що критерії краси можна знайти тільки в невинній (дикій) природі, оскільки вона є нічим не спотвореною і не оскверненою.  О. Леопольд пов'язав красу природи з екологічними законами.
У 1901 р. в США було створено Товариство охорони природних та історичних пам'яток, яке ставило одним зі своїх завдань охорону естетично цінних природних пейзажів. У XIX ст. — початку XX ст. в Англії було популярним гасло «Ми хочемо красивої Англії». На початку XX ст. в Польщі висунули гасло «Охорона краси ландшафту повинна стати справою польської ідеї». У 1962 р. ЮНЕСКО затвердило «Рекомендації щодо охорони краси та характеру пейзажу і місцевостей». У 1902 р. Пруссія стала першою європейською країною, що заборонила знищення краси пейзажів. На початку XX століття в Швейцарії створили Комітет захисту красивих видів. У 1968 р. в США прийняли закон «Щодо диких і пейзажних річок», спрямований на охорону красивих видів річок.
З початку 1980-х років у США та Великій Британії з'явилися перші роботи з природоохоронної естетики, опубліковані в американському журналі «Environmental ethics» і англійському «Environmental values». Істотний внесок у розвиток природоохоронної естетики внесли сучасні вчені А. Карлсон (Канада), Е. Бреді (Велика Британія), А. Тетіор (Росія), І. Сепанмаа (Фінляндія), Ю. Харгроув, С. Баросса (США), Ж. Томпсон (Австралія), Т.Федорцова (Білорусь), А. Будрюнас, Е. Ерінгіс (Литва), В. Сесін (Україна).

## Розвиток природоохоронної естетики в Україні
У грудні 1913 р. у Харкові відбулася перша в Російській імперії і в Україні виставка охорони природи, на якій був представлений розділ «Краса природи». Одним з перших у радянській Україні естетичні мотиви охорони природи став пропагувати Максим Рильський, який опублікував у 1960-х роках брошуру «Природа і література» і кілька статей про красу природи та її захист у ЗМІ. У 2002 р. В. О. Сесін і Л. В. Пархісенко розробили та опублікували вперше в Україні "Методичні рекомендації з проведення естетичної оцінки природних територій з метою заповідання", рекомендовані науково-технічною радою Державної служби заповідної справи Мінприроди України. У 2012 р. Науково-методичною радою з питань освіти Міністерства освіти і науки, молоді та спорту України було схвалено програму курсу за вибором «Екологічна естетика» для 9-10 класів загальноосвітніх навчальних закладів.

## Принципи природоохоронної естетики
1. Прекрасне все, що узгоджене з екологічним законам (принцип О. Леопольда)[7].
2. Дика природа — еталон краси (принцип Дж. Рескіна)[5][6].
3. Все в природі гарне і доцільне[8].
4. Принцип естетичної незацікавленості[2].
5. Принцип естетичної поваги[2].
6. Принцип захисту естетично цінних природних місць[1].